# Коренастая амбистома
Коренастая амбистома (лат. Ambystoma andersoni) — неотенический вид хвостатых земноводных из семейства амбистом.

## Описание
Общая длина колеблется от 100 до 140 мм. Как и все неотенические виды сохраняет свои личиночные черты во взрослой жизни. Зрелая амбистома имеет наружные жабры среднего размера с ярко-красными нитями и большой хвостовой плавник, составляющий 56—78 % длины тела. Голова большая, конечности маленькие, как и у личинок. Окраска представляет собой странный рисунок чёрных пятен на красно-коричневой основе. Пальцы ног сплющенные с большими перепонками, составляющими почти половину длины пальцев на передних лапах и две трети на задних.

## Образ жизни
Ambystoma andersoni была найдена только в озере Лагуна-де-Сакапу и окружающих ручьях и каналах, высота которых превышает 2000 м. Многие особи прячутся в растительности на самом глубоком участке ручья, на сильном течении. 

## Размножение
Половой зрелости достигает в возрасте одного года (~ 87 мм длины тела). Сезон размножения наступает в весенне-летний период. Икринки тёмно-жёлто-коричневого цвета диаметром около 2,3 мм. Личинки размером 12—13 мм.

## Распространение
Эндемик озера Лагуна-де-Сакапу в Мичоакане, Мексика.